# Соколово (Рамешковский район)
Соколово — деревня в Рамешковском районе Тверской области.

## География
Находится в восточной части Тверской области на расстоянии приблизительно 6 км на юг-юго-восток по прямой от районного центра поселка Рамешки.

## История
Упоминалась в 1627—1629 годах как пустошь. С 1859 года известна как помещичья карельская деревня с 14 дворами, в 1887 с 24. В советское время работали колхозы «Активист», «Путь к коммунизму», совхоз «Леоновский». В 2001 году в деревне 8 домов постоянных жителей и 3 дома — собственность наследников и дачников. До 2021 входила в сельское поселение Застолбье Рамешковского района до их упразднения.

## Население
Численность населения: 106 человек (1859 год), 102 (1887), 19 (1989), 16 (русские 100 %) в 2002 году, 21 в 2010.